# Győző Ertinger
Győző Lajos Ertinger (Boedapest, 4 mei 1903 – Sint-Michielsgestel, 22 januari 1974) was een Hongaars voetbaltrainer. Hij trainde van juli 1957 tot juni 1959 de Nederlandse voetbalclub Wilhelmina, welke destijds uitkwam in de Tweede divisie. Halverwege de jaren 50 vluchtte hij samen met zijn familie vanuit Hongarije naar Nederland en vestigde zich in Sint-Michielsgestel. In zijn laatste seizoen werd hij, na een ongeluk, tijdelijk vervangen door speler Ad Schrover. In 1966 verkregen hij en zijn vrouw de Nederlandse nationaliteit.